# Île Lockyer
Pour les articles homonymes, voir Lockyer.
L'île Lockyer est une île située au Sud-Est du détroit de l'Amirauté dans l'océan Austral. Elle s'étend sur 4 km à l'Est de l'île James Ross.
L'île doit son nom au capitaine James Clark Ross, à la demande du capitaine Francis Crozier, en hommage à son récent ami, le capitaine Nicholas Lockyer. L'insularité de l'île a été établie par l'expédition Antarctic suédoise conduite par Otto Nordenskjöld en 1902.

## Référence
- (en) Cet article est partiellement ou en totalité issu de l’article de Wikipédia en anglais intitulé « Lockyer Island » (voir la liste des auteurs).